# Pro tempore
Pro tempore es una locución proveniente del latín pro, que significa ‘por’, y tempore, que significa ‘tiempo’. Su traducción al español sería «por un tiempo», y se utiliza cuando se otorga un cargo temporal a una persona.
En algunas ocasiones se utiliza el término abreviado pro tem con el mismo significado.

## Ejemplos

Sello del presidente pro tempore del Senado de los Estados Unidos.
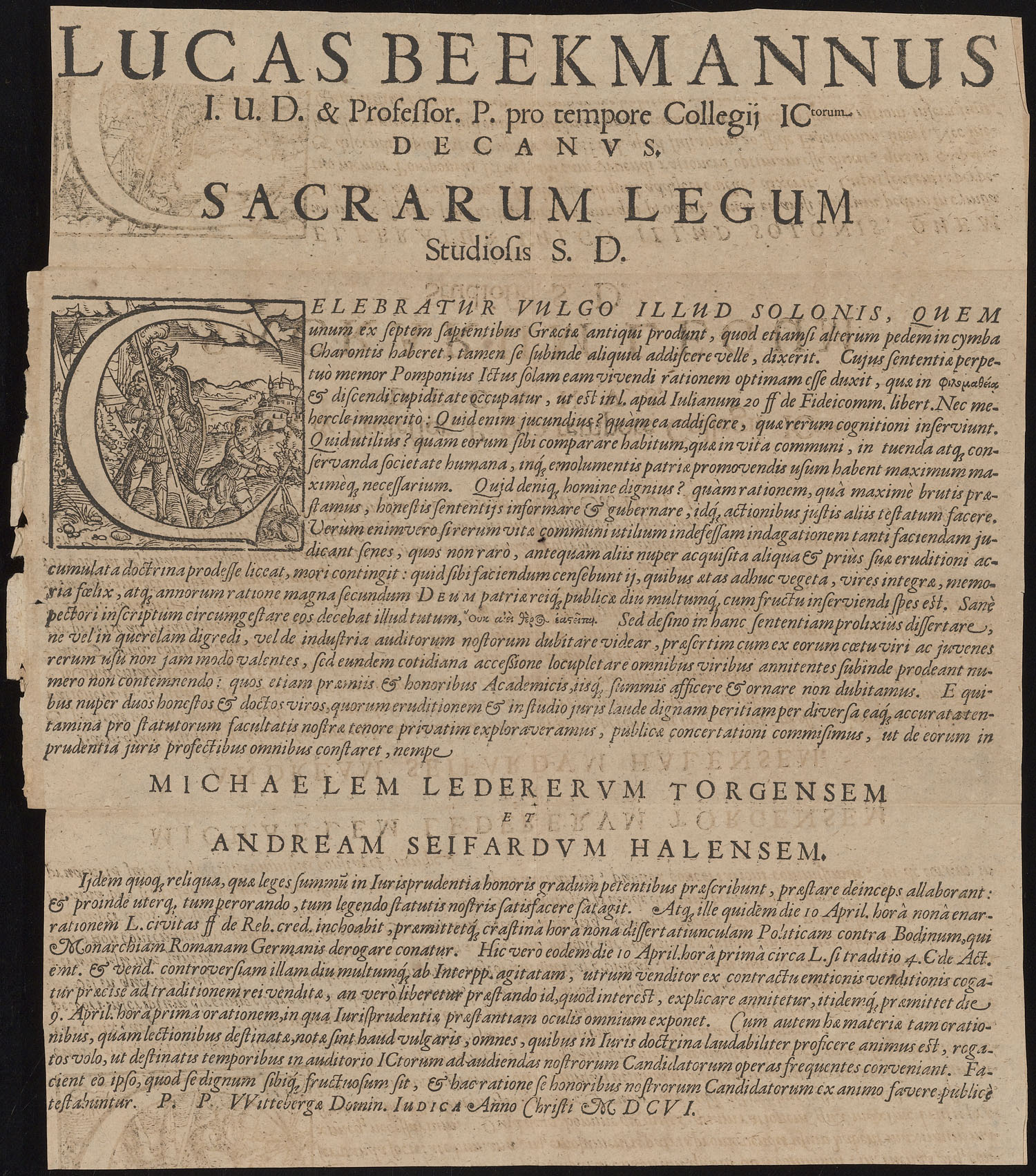
Lucas Beekmannus I.U.D. & professor. P. pro tempore collegij ictorum decanvs. Sacrarum legum studiosis S
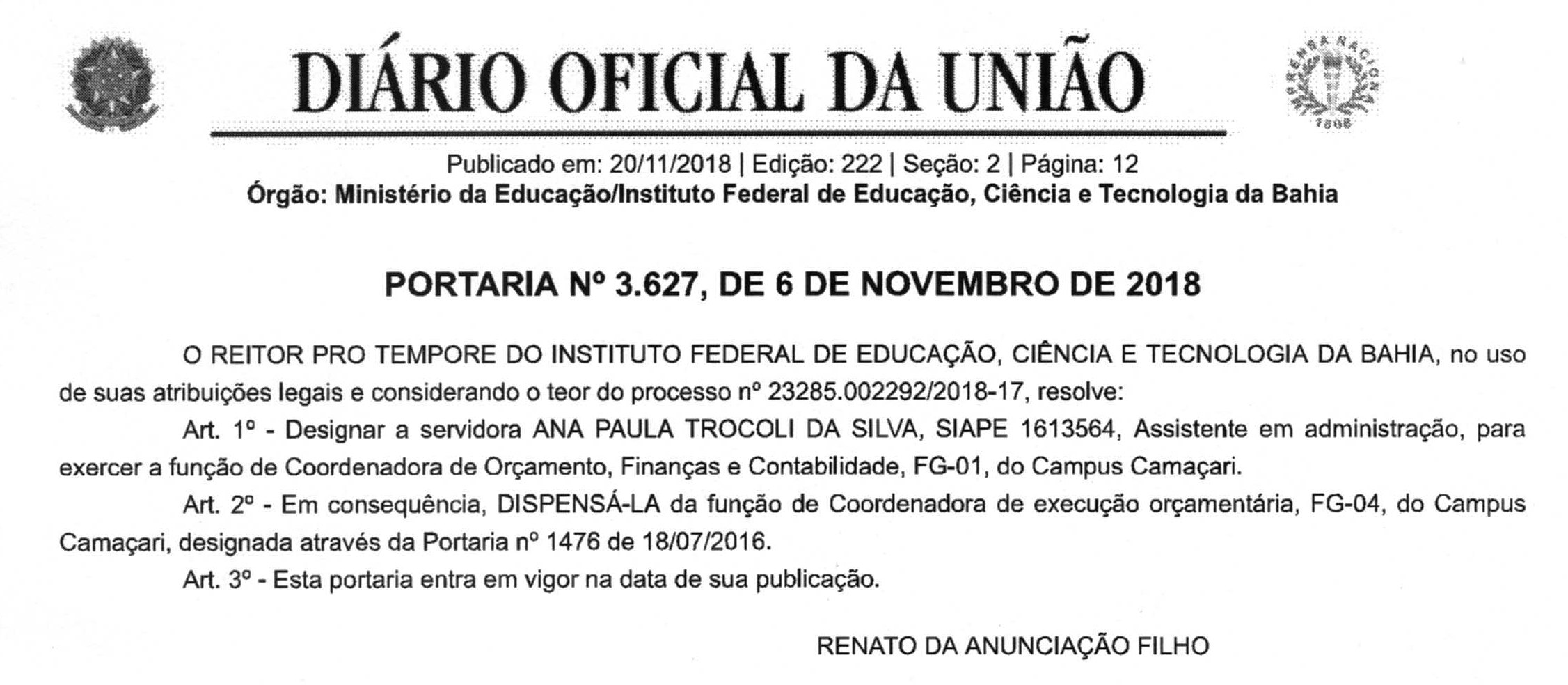
Hoja del Diario Oficial de la Unión, informando de varios nombramientos realizados por el rector pro tempore del Instituto Nacional de Educación.
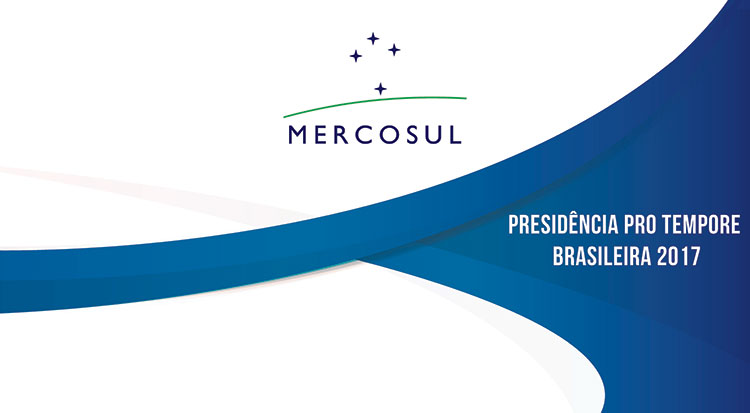
Presidencia pro tempore brasileira del Mercosur..
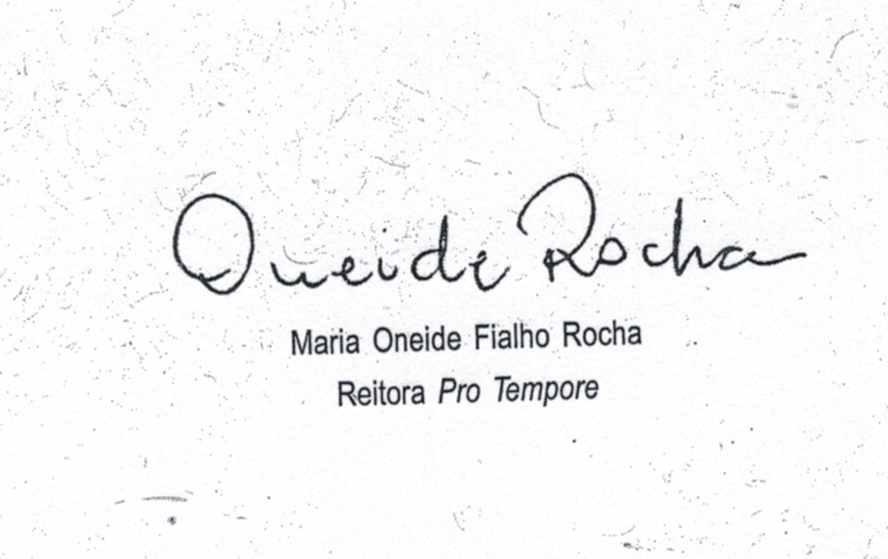
Firma de la pedagoga brasileña María Oneide en su cargo de rectora pro tempore de la UFP.